# NXT The Great American Bash (2023)
The Great American Bash 2023 года (дословный перевод — «Большая Американская Разборка») — премиальное шоу производства американского рестлинг-промоушна WWE, которое было проведено 30 августа 2023 года на арене «H-E-B Центр» в Сидар-Парке, штат Техас, США. Традиционно шоу проводилось в июле и было посвящено Дню независимости США 4 июля. Это стало 25-е по счёту шоу под таким названием, 11-е по счету, организованное WWE, а также 4-е подряд шоу NXT. Впервые шоу под данным названием для бренда NXT будет организовано в воскресенье и пройдёт в формате «Премиум-шоу». Оно будет доступно для трансляции на стриминговом сервисе WWE Network. В разных странах правами на стриминг проектов WWE Network обладают разные платформы, в частности, в США шоу покажут на сервисе Peacock. Также запланирован показ по традиционной системе pay-per-view (PPV).

## Предыстория шоу
Шоу под названием the Great American Bash впервые провели в 1985 году, это было шоу промоушнов Джима Крокетта, его организовали под брендом National Wrestling Allinance, и это был летний тур. В 1988 году это шоу впервые показали по системе PPV. После продажи промоушнов Крокетта медиахолдингом TBS с 1989-м по 2000-й годы шоу с таким названием организовывали под брендом WCW. В 2001 году WCW был куплен WWE, и к названию «Great American Bash» вернулись в 2004-м, это было эксклюзивное шоу Smackdown. В 2007-м и 2008-м в шоу принимали участие рестлеры обоих брендов, а в 2009-м шоу переименовали в «The Bash» и сменили стилистику шоу. В 2012-м 3 июля было проведено шоу Smackdown с подзаголовком «Great American Bash», после чего от шоу с таким названием было решено отказаться. В 2020 году бренд возродили в подготовительной площадке WWE NXT. В течение трех лет (до 2022-го) шоу проводилось по вторникам, это был подзаголовок для ТВ-шоу NXT, проходивших в районе Дня независимости США.
«Great American Bash» в 2023 году станет первым премиум-шоу NXT, которое проводят в июле, и первым, проведённым в городе Сидар-Парк. В Техасе провели шоу с таким названием в 2012 году, но тогда это был спец.выпуск Smackdown, и шоу состоялось в Корпусе-Кристи, расположенном в примерно 200 километрах от Сидар-Парка.

## Показ шоу
Впервые шоу под данным названием для бренда NXT будет организовано в формате «Премиум-шоу», что означает, что оно будет доступно для трансляции на стриминговом сервисе WWE Network. В разных странах правами на стриминг проектов WWE Network обладают разные платформы, в частности, в США шоу покажут на сервисе Peacock. Также запланирован показ по традиционной системе pay-per-view (PPV). В России легальный просмотр SummerSlam будет невозможен из-за того, что в 2021 году WWE Network был заблокирован на территории этой страны.

## Организация шоу

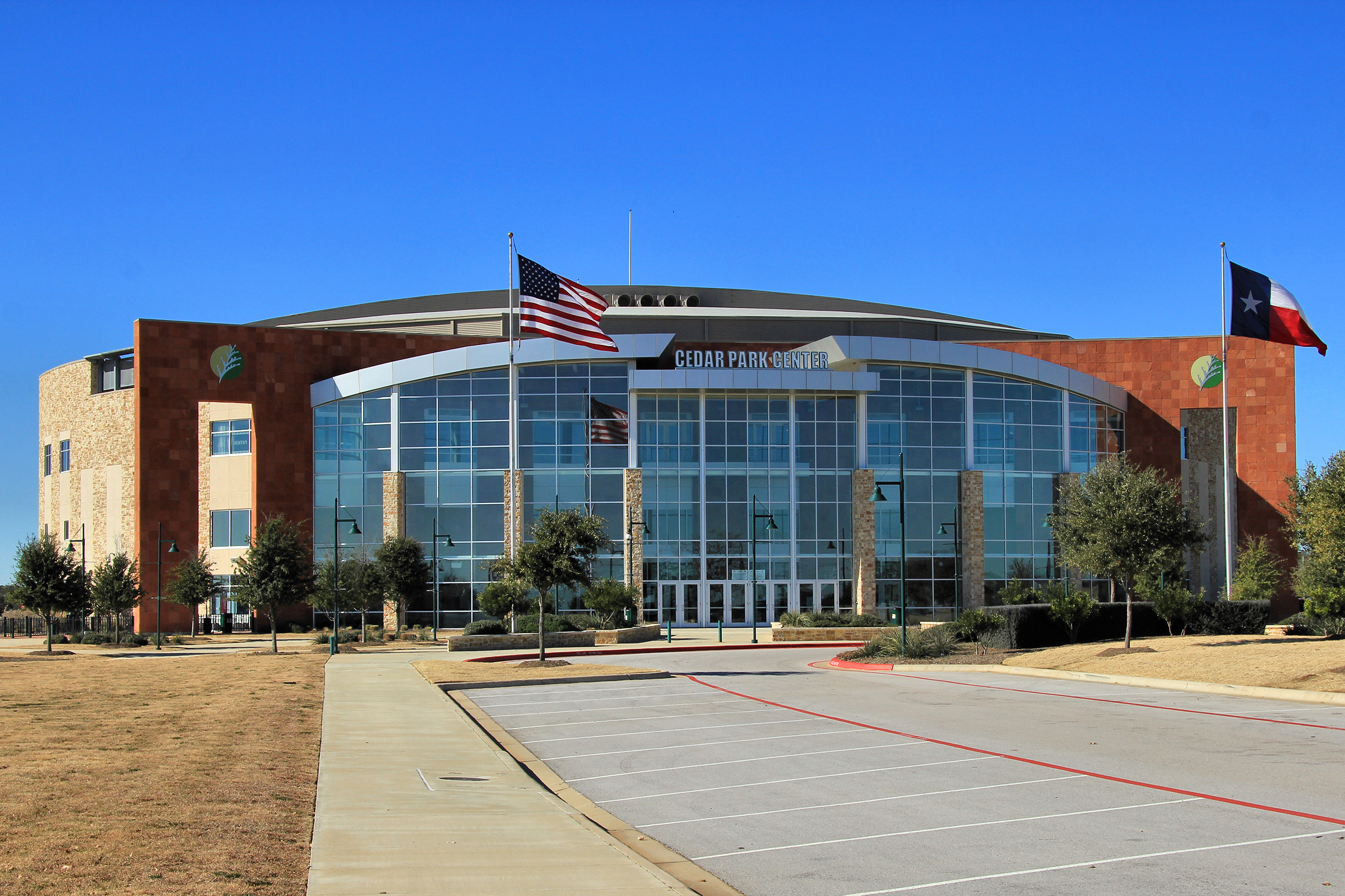
Шоу пройдёт на арене H-E-B Центр в Сидар-Парке, штат Техас.

28 мая во время премиум-шоу WWE NXT «Battleground» объявили, что 30 июля пройдёт следующее премиум-шоу WWE NXT под названием «Great American Bash».

## Сюжеты и назначение матчей
Традиционно на шоу WWE рестлеры проводят матчи, развивающие сюжеты и истории. Наиболее частый вид матча — противостояние положительного («фейс») и отрицательного («хил») персонажей. Подготовка матча и раскрытие сути конфликта происходит на телевизионных шоу — в случае шоу NXT это ТВ-шоу NXT, которое показывают в США по вторникам на телеканале USA Network, и в меньшей мере веб-шоу Level Up, которое доступно на сервисе WWE Network.
27 июня на ТВ-шоу NXT — Gold Rush Брон Брейкер разругался с главным букером NXT Шоном Майклзом, заявив, что никто не сможет его контролировать. На следующей неделе речь Брейкера прервал Илья Драгунов, заявивший, что Брон стоит между ним и чемпионством NXT. Завязалась большая драка, и через неделю 7 июля Майклз в Twitter объявил, что Драгунов и Брейкер проведут матч, и победитель получит право на матч за Чемпионство NXT на Great American Bash. Этот матч был выигран Драгуновым, который стал претендентом на титул. 18 июля на NXT Драгунов и Хэйс были прерваны «Расколом», и им был назначен командный матч. Неделей позже на NXT Драгунов и Хэйс в компании Трика Уильямса одержали победу, и после матча Хэйс еле удержал Трика от того, чтобы подраться с Драгуновым.
27 июня на NXT — Золотая Лихорадка Тиффани Стрэттон победила Тию Хэйл, защитив Женское чемпионство NXT, воспользовавшись тем, что судья отвлёкся и не увидел, как она сдалась, находясь в болевом. Через три недели Хэйл потребовала матч-реванш, и Стрэттон приняла этот вызов. Хэйл также предложила провести матч с болевыми, заверив, что может выбирать правила. После этого она заперла Стрэттон в «Кимуру», и та согласилась на эти условия.
После того, как Тони ДиАнджело был арестован за попытку убийства «Смертельно Красивых», его соратник Ченнинг Лоренцо сделал всё возможное, чтобы вытащить его из-за решётки. Параллельно Джо Коффи попытался подставить Лоренцо, предоставив ему запись, на которой тот рассуждал о планах стать новым Доном. Лоренцо 4 июля на NXT объяснил, что это было ловушкой, чтобы войти в доверие Коффи и договориться о возможности освободить ДиАнджело. На NXT 11 июля Лоренцо победил Джо Коффи, благодаря чему ДиАнджело освободили — таково было условие матча. На следующей неделе для Тони устроили вечеринку в честь возвращения, где италоамериканцы бросили вызов Галлам на матч за Командное чемпионство, а затем и побили «Галлов», вооружившись монтировками.
6 июня на NXT во время батл-рояла претенденток на Женское чемпионство NXT у ринга оказалась Блэр Дэвенпорт, спровоцировавшая Роксанну Перес. Завязалась потасовка, в которой Перес была элиминирована из матча, потеряв возможность провести матч за титул. На следующей неделе Перес победила Тэйтум Паксли, из-за которой Перес была элиминирована, отомстив и позже бросив вызов Дэвенпорт. На NXT 27 июня Дэвенпорт и Перес был назначен матч на следующую неделю. Этот матч на NXT 4 июля выиграла Блэр, а через две недели на NXT 18 июля они договорились о матче-реванше на Great American Bash. На предшествующем ТВ-шоу NXT 25 июля девушки подрались в мини-маркете, после чего их матчу добавили условие «Оружейного безумия».
20 июня на шоу NXT — Золотая Лихорадка Уэс Ли защитил Чемпионство Северной Америки от Тайлера Бэйта в матче, который судил рестлер основного ростера Мустафа Али, слишком быстро отстучавший три удар по матам. На следующей неделе Ли предъявил Али претензии по поводу того, как тот судил матч. Появившийся Бэйт заявил, что при нормальном судействе исход матча был бы другим. Бэйту и Али был назначен матч на следующую неделю, и на NXT 4 июля Али одержал победу. После матча Али бросил вызов Уэсу Ли на матч за Чемпионство на Great American Bash, и 9 июля этот матч был утверждён. Однако еще раньше на NXT 11 июля вызов на матч за титул Уэсу бросил Доминик Мистерио. Ли не стал отказываться, матч состоялся на NXT 18 июля, и при помощи друзей по группировке «Судный день» Доминик одержал победу, выиграв титул. 25 июля матч за титул был переделан в трёхсторонний — для Доминика, Ли и Али.
После почти двух лет ожидания Олимпийский чемпион по борьбе Гейбл Стивсон стал регулярно появляться на ТВ-шоу NXT. Тренировки в его компании помогли Эдди Торпу победить брата Стивсона Дэмона Кемпа 4 июля на NXT. 25 июля на NXT он сообщил, что долго думал, остаться ли в борьбе и попытаться выиграть еще одно Олимпийское золото, или же направиться в NXT, и принял решение в пользу карьеры рестлера. Его выступление прервал Барон Корбин, заявивший, что всем на это было плевать, и предложивший доказать свои намерения на ринге для рестлера в матче. Стивсон принял вызов, и матч был назначен.
На премиум-шоу NXT Battleground Ноам Дар победил Дракона Ли, защитив Кубок Наследия в результате появления и помощи со стороны Лэш Ледженд, Джакары Джексон и Оро Менсы. 30 мая на NXT Дракон Ли в компании Нэйтана Фрэйзера помешал Ноаму Дару во время его матча за Чемпионство NXT против Кармело Хэйса, а на NXT 13 июня матч за Кубок провёл Нэйтан Фрэйзер, и ему удалось победить Дара после того, как Ледженд и Джексон были нейтрализованы Валентиной Ферос и Юлисой Леон. Неделей позже Ледженд и Джексон победили Ферос и Леон в быстром матче после того, как латиноамериканок отвлек Менса. 27 июня Фрейзер защитил Кубок от Дракона Ли. После нескольких недель противостояния на NXT 25 июля все восемь рестлеров и рестлерш встретились на ток-шоу «Сессии Суперновы», где началась большая драка, и был назначен большой межполовой матч 4х4.

## Результаты матчей
| № | Матч* | Условия                                                             | Время |
| --- | --- | ------------------------------------------------------------------- | ----- |
| 1P | Дракон Ли, Нэйтан Фрэйзер, Юлиса Леон и Валентина Ферос победили Мета-Четвёрку (Ноам Дар, Оро Менса, Джкара Джексон и Лэш Ледженд | Микст-матч 4х4                                                      | 10:51 |
| 2 | Семья (Тони ДиАнджело и Ченнинг Лоренцо) победила Галлов (Марк Коффи и Вулфганг с Джо Коффи) (ч)                                  | Парный матч за Командное чемпионство NXT                            | 8:43  |
| 3 | Роксана Перес победила Блэр Дэвенпорт                                                                                             | Матч "Оружейное безумство"                                          | 11:49 |
| 4 | Гейбл Стивсон и Барон Корбин завершили матч обоюдным отсчётом                                                                     | Одиночный матч                                                      | 6:32  |
| 5 | Доминик Мистерио (ч) победил Уэса Ли и Мустафу Али                                                                                | Трёхсторонний матч за Чемпионство Северной Америки NXT              | 12:05 |
| 6 | Тиффани Стрэттон (ч) победила Тию Хэйл                                                                                            | Одиночный матч по правилам матча болевых за Женское чемпионство NXT | 11:45 |
| 7 | Кармело Хейс (с Триком Уильямсом) (ч) победил Илью Драгунова                                                                      | Одиночный матч за Чемпионство NXT                                   | 24:07 |
| - (ч) – чемпион на начало матча - P – указывает, что матч пройдёт на предварительном шоу - * матчи могут измениться | |                                                                     |       |